# Waterloo (Karolina Południowa)
Waterloo – miasto w Stanach Zjednoczonych, w stanie Karolina Południowa, w hrabstwie Laurens.